# Friedhof Altstetten

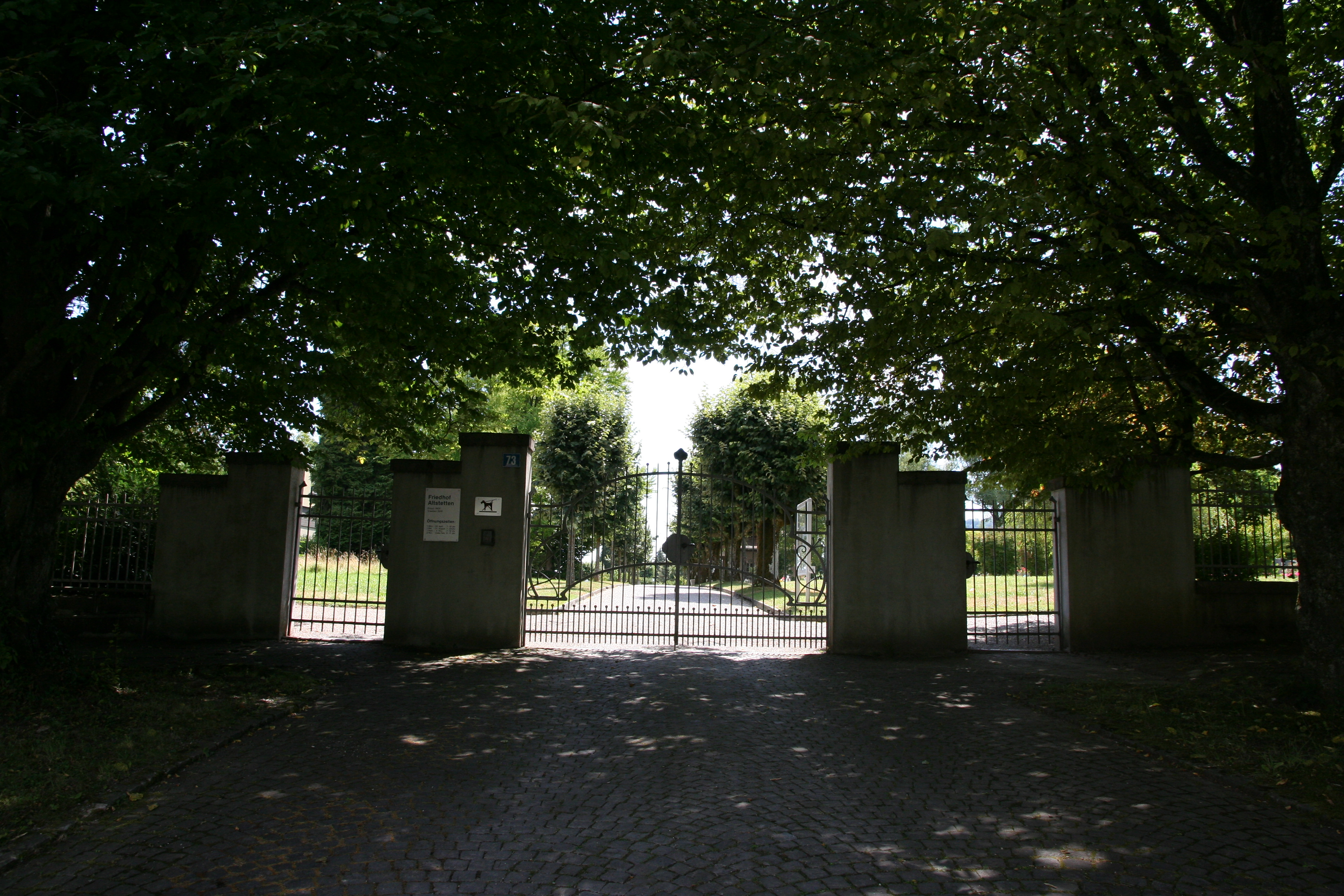
Portal des Friedhofs Altstetten

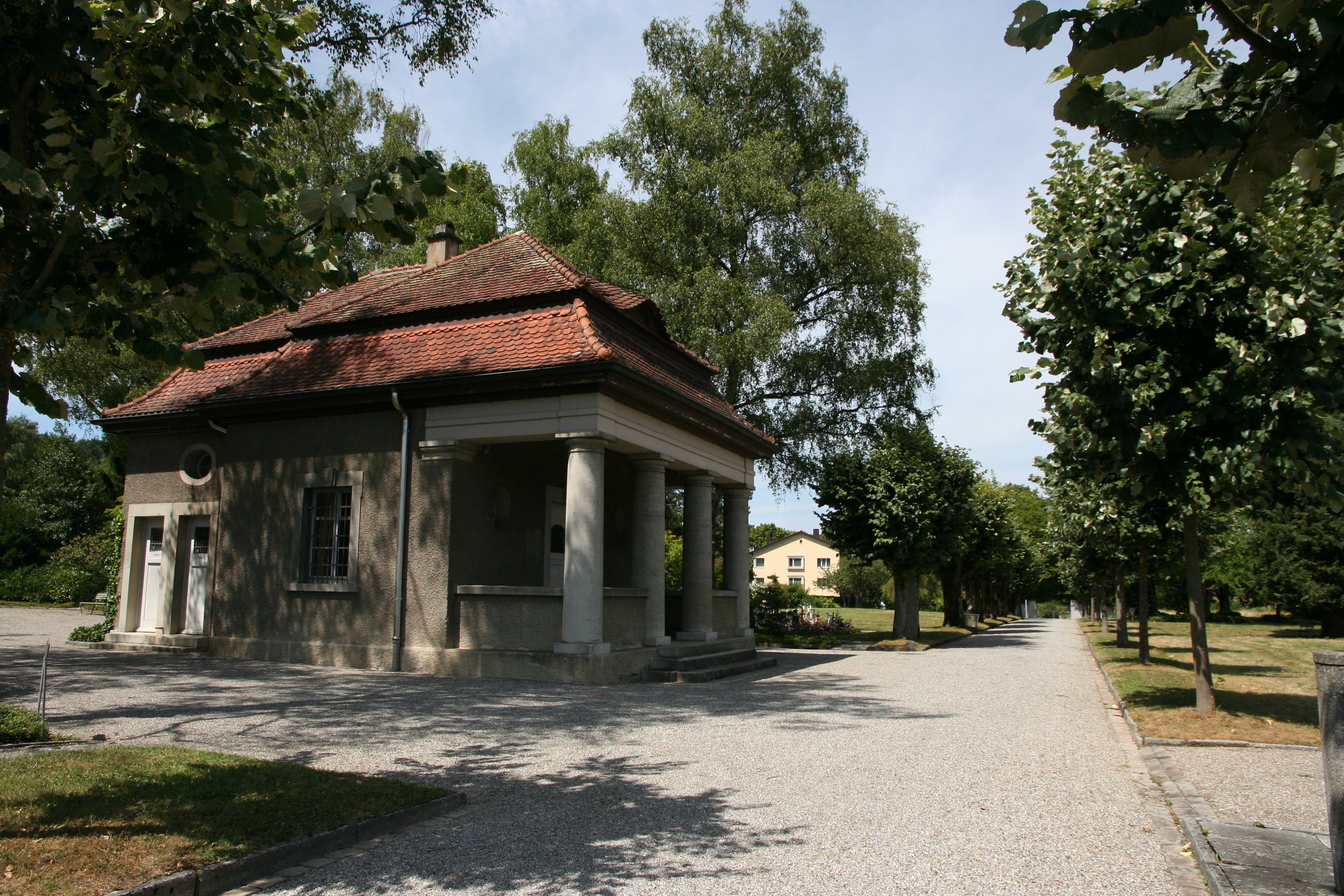
Einstige Aufbahrungshalle

Der Friedhof Altstetten ist ein Friedhof im Quartier Altstetten im Westen von Zürich. Er befindet sich zwischen den Friedhöfen Albisrieden und Eichbühl.

## Geschichte
Im Jahr 1908 wurde der Friedhof Altstetten eröffnet und im Jahr 1939 auf seine heutige Grösse erweitert. Schon damals stiess der damals alleinige Friedhof für das Quartier Altstetten an seine Grenzen. Als sich nach dem Zweiten Weltkrieg ein erneuter Bauboom im Quartier abzeichnete, plante die Stadt Zürich ab den 1950er Jahren den Neubau des angrenzenden Friedhofs Eichbühl, der für die älteren Friedhöfe Altstetten und Albisrieden als wesentlich grössere Gräbnisstätte Entlastung bot. Weil die Bevölkerungszunahme nicht so hoch wie prognostiziert ausfiel und auf dem Friedhof Altstetten heute ausschliesslich Urnenbestattungen stattfinden, ist dieser heute weniger stark belegt als in der Mitte des 20. Jahrhunderts.

## Areal und Bauten
Wie die benachbarten Friedhöfe Albisrieden und Eichbühl verläuft die Ausrichtung des Friedhofs Altstetten aufgrund der topografischen Lage entlang des Ausläufers der Albiskette auf der Achse von Südost nach Nordwest. Im Gegensatz zu den beiden benachbarten Friedhöfen befindet sich der Haupteingang zum Friedhof Altstetten jedoch an der nordwestlichen Seite. Durch ein schmiedeeisernes Eingangstor im Jugendstil gelangt der Besucher auf eine Allee, die mit Silberlinden bepflanzt ist. Diese Allee führt zur früheren Aufbahrungshalle, die heute als Dienstgebäude Verwendung findet. Zusammen mit dem dahinter liegenden Gemeinschaftsgrab in den Rosen bildet das Gebäude den Mittelpunkt des Friedhofs. Auf der Fortsetzung der Allee gelangt der Besucher vom Dienstgebäude zum erhöht liegenden jüngeren Gemeinschaftsgrab, von dem aus der Blick über die benachbarten Häuser hinweg auf die Stadt und das Limmattal frei wird. Hinter diesem erhöhten Gemeinschaftsgrab schliesst sich eine querliegende Terrasse an, unter der sich in südöstlicher Richtung die Erweiterung von 1939 anschliesst, die einige Meter tiefer liegt. Während die übrigen Wege der Friedhofsanlage geradlinig verlaufen, führt ein schmaler, flach geschwungener Weg entlang der südwestlichen Begrenzung durch eine Reihe von Familiengräbern.

## Grabstätte bedeutender Persönlichkeit
Der Friedhof Altstetten ist die letzte Ruhestätte von:
- Alfred Bickel, 1918–1999, Fussballer